# الیتسا کاستووا
الیتسا کاستووا (بلغاری: Елица Костова؛ زادهٔ ۱۰ آوریل ۱۹۹۰) یک تنیس‌باز اهل بلغارستان است.